# Bruntangara
Bruntangara (Orchesticus abeillei) är en fågel i familjen tangaror inom ordningen tättingar.

## Utbredning och systematik
Fågeln förekommer enbart i sydöstra Brasilien (södra Bahia och Minas Gerais i Paraná). Den placeras som enda art i släktet Orchesticus. 

## Status
IUCN kategoriserar arten som nära hotad.